# Germain Sommeiller
Pour les articles homonymes, voir Sommeiller.
Germain Sommeiller, né le 15 février 1815 à Saint-Jeoire-en-Faucigny et mort le 11 juillet 1871, est un ingénieur et homme politique savoyard du royaume de Sardaigne.
Il est considéré comme un des plus grands inventeurs de son siècle. Il est principalement connu pour son rôle de responsable des plans et de directeur des travaux du tunnel du Mont-Cenis situé au-dessous du col du Fréjus (12 km), premier grand tunnel de montagne. Il choisit de conserver sa citoyenneté d'origine (sarde puis italienne) après l'annexion de la Savoie en 1860.

## Biographie
Germain Sommeiller est né le 15 février 1815 à Saint-Jeoire-en-Faucigny,.
Il fut formé à l'université de Turin, alors capitale des États de Savoie, où il obtient un diplôme d'ingénierie en 1841. Il devient ingénieur civil du royaume de Sardaigne dans le Département de Transport public en 1845. De 1846 à 1850, il effectue une formation à la société Cockerill, où il rencontre Sebastiano Grandis. Il était assistant de l'ingénieur belge Henry-Joseph Maus, directeur de la construction de la première ligne de chemin de fer d'Italie entre Turin et Gênes. Il défendit l'idée du percement d'une liaison ferroviaire sous le mont Cenis au parlement  sarde où il est député de la circonscription de Taninges de 1853 à 1857. Il réussit à obtenir le soutien de Camillo Cavour pour ce projet.

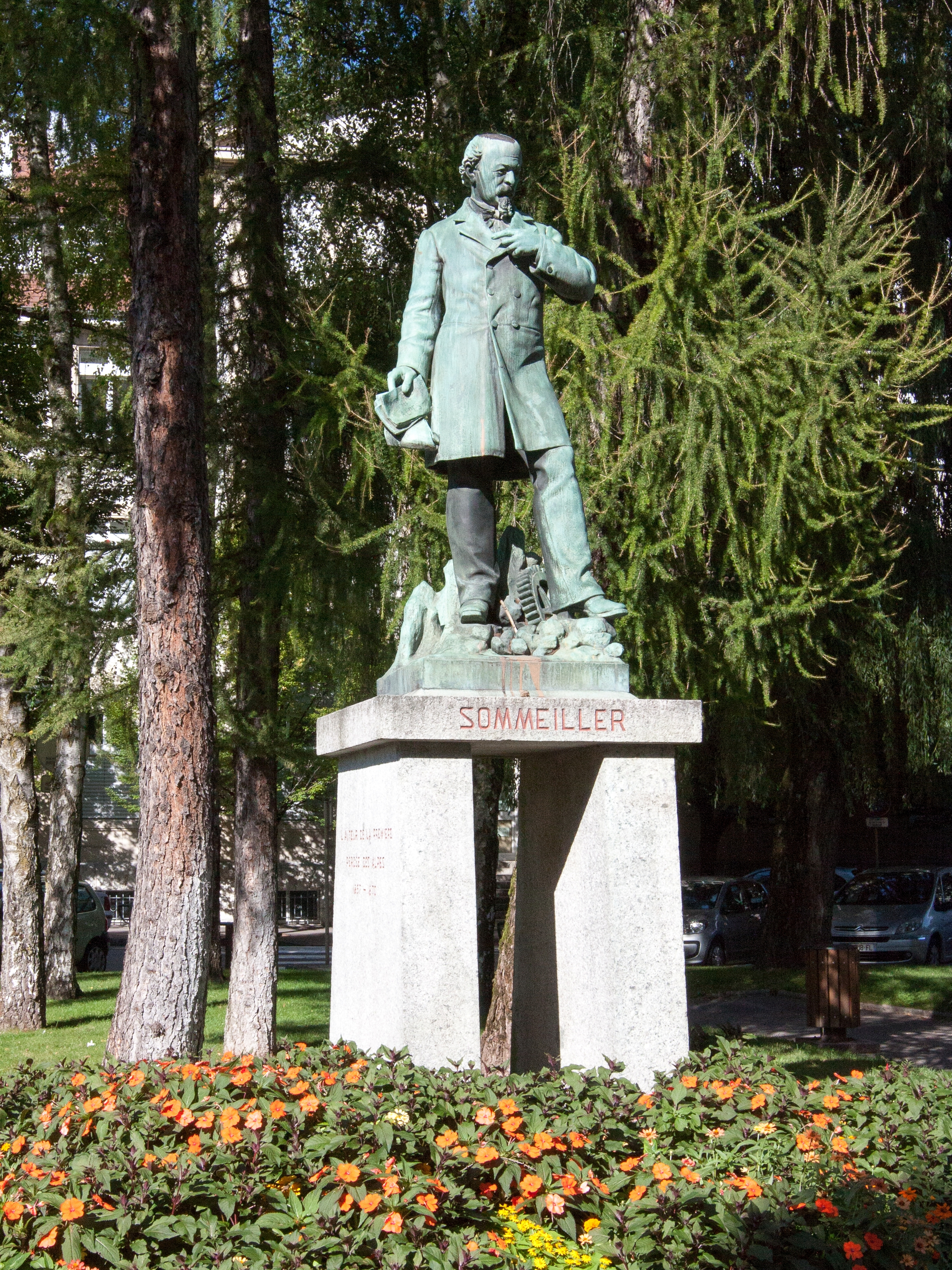
La statue de Sommeiller à Annecy.

Le tunnel fut commandé en 1857 par le roi de Sardaigne Victor-Emmanuel II pour relier Bardonnèche (Italie) à Modane (aujourd'hui en France). Sommeiller, réputé pour ses compétences techniques, était responsable des plans et directeur des travaux de la construction du tunnel du Mont-Cenis (12 km). Les collaborateurs de Sommeiller étaient les ingénieurs Sebastiano Grandis et Severino Grattoni. Sommeiller a breveté la perforatrice à air comprimé, machine qui permit réellement le percement de ce premier grand tunnel, sur la base de l'invention de Giovanni Battista Piatti. Grâce à elle, les ouvriers venant d'Italie et de France se rejoignent enfin sous 1 600 mètres de roches en décembre 1870. Le coût du tunnel - 75 millions de francs - est somme toute modeste par rapport au prix de construction et surtout d'exploitation d'une ligne devant escalader la montagne. Les rampes d'accès atteignent une altitude de près de 1 300 mètres. La profonde transformation dans les transports entre la France et l'Italie résolut les Suisses à percer les Alpes pour permettre une communication rapide, par leur territoire, entre l'Italie, l'Allemagne et la France : dans les décennies suivantes, on assiste à l'ouverture des tunnels de l'Arlberg (Autriche), du Simplon et du Saint-Gothard. 

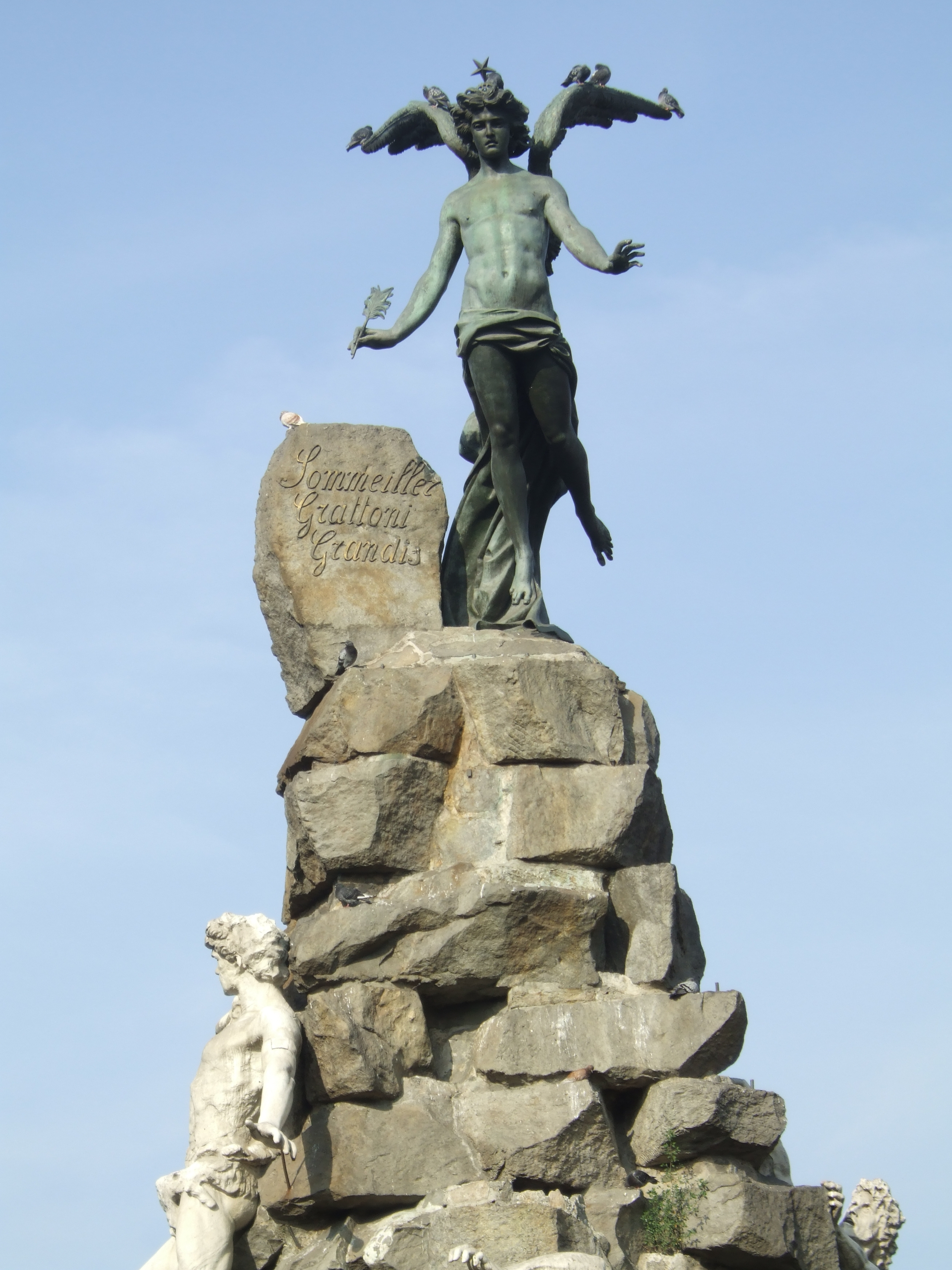
Détail du monument aux réalisateurs du tunnel ferroviaire du Fréjus, place des Statuts à Turin: le génie de la science grave les noms des trois ingénieurs Sommeiller, Grattoni et Grandis.

Pour obtenir l'air comprimé nécessaire à ses perforatrices et à la ventilation des travaux, il innove en construisant un bélier hydraulique modifié selon une idée suggérée par Jean-Daniel Colladon. Ce compresseur s'avère efficace et est opérationnel sur le chantier, en 1861-1862.
En 1860, lorsque la Savoie fut annexée à la France, Sommeiller fait le choix de rester sujet de Piémont-Sardaigne (le royaume d'Italie n'est proclamé que le 17 mars 1861) et il est rapidement élu député au Parlement du royaume de Sardaigne, ayant pour capitale Turin.
Il meurt à Saint-Jeoire-en-Faucigny le 11 juillet 1871, quelques mois après l'inauguration du tunnel du Mont-Cenis.

## Décorations
Germain Sommeiller a été fait :
- Grand-croix de l'ordre des Saints-Maurice-et-Lazare (1870)
- Chevalier de la Légion d'honneur

## Hommages
Une statue a été érigée à Annecy en 1884, œuvre de Léon Becquet.
Un Lycée professionnel d'Annecy porte son nom.
Le 29 septembre 2007, une dérocteuse est baptisée La Sommeiller en hommage à l'ingénieur. La cérémonie a lieu près de la tête nord du tunnel du Mont-Cenis à Modane, à l'occasion de l'événement ferroviaire Tunnellissimo organisé par RFF, la SNCF et l'APMFS. Cet engin est destiné à excaver le radier du tunnel ferroviaire afin d'en abaisser la hauteur et de dégager le gabarit (B+) nécessaire au passage des plus gros poids-lourds sur les trains de l'autoroute ferroviaire alpine (AFA).
En 2021, il est célébré dans sa commune de naissance, Saint-Jeoire, à l'occasion du 150 ème anniversaire de sa disparition. Le socle en granit de sa statue est rénové et plusieurs animations sont organisées.